# Gare de Bøylestad
La gare de Bøylestad (en norvégien : Bøylestad stasjon), est une gare ferroviaire norvégienne  de la ligne d'Arendal, située à Bøylestad sur le territoire de la commune d'Åmli, dans le comté d'Agder en région Sørlandet.
Elle est mise en service en 1910. C'est une halte des Norges Statsbaner (NSB), desservie par des trains de voyageurs.

## Situation ferroviaire
Établie à 45 mètres d'altitude, la gare de Bøylestad est située au point kilométrique (PK) 293,28 de la ligne d'Arendal, entre les gares ouvertes de Flaten et de Froland.

## Histoire
L'arrêt de « Bøjlestad » est mis en service le 18 décembre 1910, lors de l'ouverture à l'exploitation de la ligne. et elle est renommée « Bøylestad » en avril 1921.
L'arrêt est fermé le 1er février 1955 et rouvert en décembre 1974.

## Service des voyageurs

### Accueil
Halte NSB, c'est un arrêt non géré (PANG) à accès libre. Elle dispose d'un abri pour les voyageurs.

### Desserte
Bøylestad est desservie par des trains de la relation Nelaug - Arendal.

### Intermodalités
Un parking (5 places) pour les véhicules y est aménagé.